# Pacific Classic Stakes
 (signalé en mai 2025).
Si vous disposez d'ouvrages ou d'articles de référence ou si vous connaissez des sites web de qualité traitant du thème abordé ici, merci de compléter l'article en donnant les références utiles à sa vérifiabilité et en les liant à la section « Notes et références ».
- Archive Wikiwix
- Bing
- Cairn
- DuckDuckGo
- E. Universalis
- Gallica
- Google
- G. Books
- G. News
- G. Scholar
- Persée
- Qwant
- (zh) Baidu
- (ru) Yandex
- (wd) trouver des œuvres sur Wikidata

Groupe 1
Les Pacific Classic Stakes est une course hippique de plat se déroulant fin août ou début septembre sur l'hippodrome de Del Mar, à Del Mar dans le comté de San Diego, en Californie.

## Caractéristiques
Créée en 1991, c'est une course de groupe 1 (depuis 1993) réservée aux chevaux de 3 ans et plus, disputée sur la distance de 1 1⁄4 miles, soit environ 2 000 mètres, piste en sable. La dotation s'élève à 1 000 000 $.
Parmi les éditions mémorables figure celle de 1996 où le champion Cigar connut la défaite, battu par un outsider, l'ex-Français Dare And Go, alors qu'il tentait de battre le record de Citation en alignant une seizième victoire consécutive. En 2003, Julie Krone en selle sur Candy Ride devint la première femme jockey à remporter une course américaine dotée d'un million de dollars. Beholder fut la première femelle à s'y imposer et California Chrome le premier vainqueur du Kentucky Derby à inscrire son nom au palmarès. La course fut également le théâtre d'une inoubliable démonstration du crack Flightline, qui l'emporta par près de 20 longueurs.

## Palmarès
| Année | Vainqueur          | Pays        | Père             | Jockey             | Entraîneur          | Propriétaire                                           | Deuxième           | Troisième          | Temps   |
| ----- | ------------------ | ----------- | ---------------- | ------------------ | ------------------- | ------------------------------------------------------ | ------------------ | ------------------ | ------- |
| 2024  | Mixto              | États-Unis  | Good Magic       | Kyle Frey          | Doug F. O'Neill     | Calumet Farm                                           | Full Serrano       | Reincarnate        | 2'02"10 |
| 2023  | Arabian Knight     | États-Unis  | Uncle Mo         | Flavien Prat       | Bob Baffert         | Zedan Racing Stables Inc.                              | Geaux Rocket       | Slow Down Andy     | 2'03"19 |
| 2022  | Flightline         | États-Unis  | Tapit            | Flavien Prat       | John W. Sadler      | Hronis Racing, Summer Wind Equine & Siena Farm         | Country Grammer    | Royal Ship         | 1'59"28 |
| 2021  | Tripoli            | États-Unis  | Kittens Joy      | Tiago Pereira      | John W. Sadler      | Hronis Racing                                          | Tizamagician       | Dr Post            | 2'02"37 |
| 2020  | Maximum Security   | États-Unis  | New Year's Day   | Abel Cedillo       | Bob Baffert         | Gary E. West & Coolmore                                | Sharp Samurai      | Midcourt           | 2'01"24 |
| 2019  | Higher Power       | États-Unis  | Medaglia d'Oro   | Flavien Prat       | John W. Sadler      | Hronis Racing                                          | Draft Pick         | Mongolian Groom    | 2'02"43 |
| 2018  | Accelerate         | États-Unis  | Lookin' At Lucky | Joel Rosario       | John W. Sadler      | Hronis Racing                                          | Pavel              | Prime Attraction   | 2'01"83 |
| 2017  | Collected          | États-Unis  | City Zip         | Martin Garcia      | Bob Baffert         | Speedway Stable                                        | Arrogate           | Accelerate         | 2'00"70 |
| 2016  | California Chrome  | États-Unis  | Lucky Pulpit     | Victor Espinoza    | Art Sherman         | California Chrome                                      | Beholder           | Dortmund           | 2'00"13 |
| 2015  | Beholder           | États-Unis  | Henny Hughes     | Gary Stevens       | Richard E. Mandella | Spendthrift Farm                                       | Catch A Flight     | Red Vine           | 1'59"77 |
| 2014  | Shared Belief      | États-Unis  | Candy Ride       | Mike E. Smith      | Jerry Hollendorfer  | Jungle Racing, KMN Racing, Todaro & al.                | Toast of New York  | Imperative         | 2'00"28 |
| 2013  | Game On Dude       | États-Unis  | Awesome Again    | Martin Garcia      | Bob Baffert         | Lanni Family, Mercedes Stable, B. Schiappa & al.       | Kettle Corn        | You Know I Know    | 2'00"69 |
| 2012  | Dullahan           | États-Unis  | Even The Score   | Joel Rosario       | Dale L. Romans      | Donegal Racing                                         | Game On Dude       | Richard's Kid      | 1'59"54 |
| 2011  | Acclamation        | États-Unis  | Unusual Heat     | Pat Valenzuela     | Donald Warren       | Peter & Mary Hilvers and E. W. & Judy Johnston         | Twirling Candy     | Stately Victor     | 2'00"61 |
| 2010  | Richard's Kid      | États-Unis  | Lemon Drop Kid   | Mike E. Smith      | Bob Baffert         | Zabeel Racing International                            | Crowded House      | Dakota Phone       | 2'03"27 |
| 2009  | Richard's Kid      | États-Unis  | Lemon Drop Kid   | Mike E. Smith      | Bob Baffert         | Arnold Zetcher                                         | Einstein           | Rail Trip          | 2'02"39 |
| 2008  | Go Between         | États-Unis  | Point Given      | Garrett Gomez      | Bill Mott           | Peter Vegso                                            | Well Armed         | Mast Track         | 2'01'18 |
| 2007  | Student Council    | États-Unis  | Kingmambo        | Richard Migliore   | Vladimir Cerin      | Millennium Farms                                       | Awesome Gem        | Hello Sunday       | 2'07"29 |
| 2006  | Lava Man           | États-Unis  | Slew City Slew   | Corey Nakatani     | Doug F. O'Neill     | STD Stable & Jason Wood                                | Good Reward        | Super Frolic       | 2'01"62 |
| 2005  | Borrego            | États-Unis  | El Prado         | Garrett Gomez      | C. Beau Greely      | J. Kelly, B. Scott, Ralls & Foster                     | Perfect Drift      | Lava Man           | 2'00"71 |
| 2004  | Pleasantly Perfect | États-Unis  | Pleasant Colony  | Jerry Bailey       | Richard E. Mandella | Diamond A Racing Corp                                  | Perfect Drift      | Total Impact       | 2'01"17 |
| 2003  | Candy Ride         | Argentine   | Ride The Rails   | Julie Krone        | Ron McAnally        | Sidney & Jenny Craig                                   | Medaglia d'Oro     | Fleetstreet Dancer | 1'59"11 |
| 2002  | Came Home          | États-Unis  | Gone West        | Mike E. Smith      | J. Paco Gonzalez    | W. S. Farish III, J. Goodman, T. McCaffery & J. Toffan | Momentum           | Milwaukee Brew     | 2'01"45 |
| 2001  | Skimming           | États-Unis  | Nureyev          | Garrett Gomez      | Robert J. Frankel   | Juddmonte Farms                                        | Dixie Dot Com      | Dig For It         | 1'59"96 |
| 2000  | Skimming           | États-Unis  | Nureyev          | Garrett Gomez      | Robert J. Frankel   | Juddmonte Farms                                        | Tiznow             | Ecton Park         | 2'01"22 |
| 1999  | General Challenge  | États-Unis  | General Meeting  | David R. Flores    | Bob Baffert         | Golden Eagle Farm                                      | River Keen         | Barter Town        | 2'00"40 |
| 1998  | Free House         | États-Unis  | Smokester        | Chris McCarron     | J. Paco Gonzalez    | John A. Toffan & Trudy McCaffery                       | Gentlemen          | Pacificbounty      | 2'00"20 |
| 1997  | Gentlemen          | Argentine   | Robin des Bois   | Gary Stevens       | Richard E. Mandella | Randall Dee Hubbard                                    | Siphon             | Crafty Friend      | 2'00"40 |
| 1996  | Dare and Go        | France      | Alydar           | Alex O. Solis      | Richard E. Mandella | La Presle Farm                                         | Cigar              | Siphon             | 1'59"80 |
| 1995  | Tinners Way        | États-Unis  | Secretariat      | Eddie Delahoussaye | Robert J. Frankel   | Juddmonte Farms                                        | Soul of The Matter | Blumin Affair      | 1'59"60 |
| 1994  | Tinners Way        | États-Unis  | Secretariat      | Eddie Delahoussaye | Robert J. Frankel   | Juddmonte Farms                                        | Best Pal           | Dramatic Gold      | 1'59"40 |
| 1993  | Bertrando          | États-Unis  | Skywalker        | Gary Stevens       | Robert J. Frankel   | 505 Farms & Ed Nahem                                   | Missionary Ridge   | Best Pal           | 1'59"55 |
| 1992  | Missionary Ridge   | Royaume-Uni | Caerleon         | Kent Desormeaux    | Robert J. Frankel   | Peter Wall                                             | Defensive Play     | Claret             | 2'00"80 |
| 1991  | Best Pal           | États-Unis  | Habitony         | Pat Valenzuela     | Gary F. Jones       | Golden Eagle Farm                                      | Twilight Agenda    | Unbridled          | 1'59"80 |